# Gordon E. Moore
Gordon Earle Moore, född 3 januari 1929 i San Francisco, Kalifornien, död 24 mars 2023 i Waimea på Hawaii, var en amerikansk datavetare och entreprenör som var en av grundarna av Intel Corporation 1968 och är känd för Moores lag som publicerades 1965.

## Biografi
Moore växte upp i närliggande Pescadero, Kalifornien, där hans far var länssheriff. Han studerade vid San José State University i två år innan han flyttade till University of California, Berkeley där han tog en kandidatexamen i kemi 1950.
I september 1950 skrev Moore in sig på California Institute of Technology där han 1954 tog en doktorsexamen i kemi. Han bedrev postdoktoral forskning vid Applied Physics Laboratory vid Johns Hopkins University åren 1953 till 1956.
Moore träffade sin hustru Betty Irene Whitaker när han gick på San José State College. De gifte sig 1950.

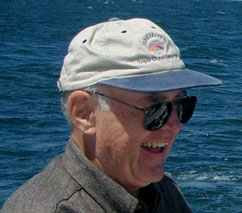
Gordon E. Moore

Moore var en ivrig sportfiskare och bedrev aktivt alla typer av fiske. Han reste runt i världen och fångade allt från svart marlin till regnbågsöring och har sagt att hans bevarandeinsatser delvis är inspirerade av hans intresse för fiske och hans tid i naturen.
År 2011 var paret Moores genom de första mänskliga genom som sekvenserades på Ion Torrents Personal Genome Machine-plattform, en fullständigt parallell sekvenseringsenhet, som använder ISFET-biosensorer.

## Karriär och vetenskapligt arbete

### Fairchild Semiconductor Laboratory
Moore anslöt sig till MIT- och Caltech-alumnen William Shockley vid Shockley Semiconductor Laboratory-divisionen av Beckman Instruments, men lämnade tillsammans med de "svekfulla åtta", när Sherman Fairchild gick med på att stödja dem och skapade det inflytelserika Fairchild Semiconductor Corporation.

### Moores lag
År 1965 arbetade Moore som chef för forskning och utveckling på Fairchild Semiconductor. Han blev ombedd av tidskriften Electronics att förutsäga vad som skulle hända inom industrin för halvledarkomponenter under de kommande tio åren. I en artikel publicerad den 19 april 1965 observerade Moore att antalet komponenter (transistorer, motstånd, dioder eller kondensatorer) i en tät integrerad krets hade fördubblats ungefär varje år och spekulerade att det skulle fortsätta att göra det under åtminstone de kommande tio åren. År 1975 reviderade han prognosen till ungefär vartannat år. Carver Mead populariserade då frasen "Moores lag". Prognosen har blivit ett mål för miniatyrisering inom halvledarindustrin och har haft stor genomslagskraft inom många områden av tekniska förändringar.

### Intel Corporation
I juli 1968 grundade Robert Noyce och Moore NM Electronics, som senare blev Intel Corporation. Moore var exekutiv vice VD till 1975 och VD 1975 till 1987. I april 1979 blev Moore även ordförande och utsågs till ordförande emeritus 1997. Under Noyce, Moore och senare Andrew Grove, ledde Intel utvecklingen av ny teknologi inom områdena datorminne, integrerade kretsar och mikroprocessordesign.

## Filantropi
År 2000 grundade Moore och hans hustru Gordon and Betty Moore Foundation, med en gåva värd cirka 5 miljarder dollar. Genom stiftelsen riktade de ursprungligen in sig på miljövård, vetenskap och San Francisco Bay Area.
År 2001 donerade Moore och hans hustru 600 miljoner USD till Caltech, på tiden den största gåvan någonsin till en institution av högre utbildning. Han sade att han vill att gåvan ska användas för att upprätthålla Caltech i fronten av forskning och teknologi.
Moores har också, som enskilda personer och genom sina stiftelser, i en serie gåvor och bidrag med börjar på 1990-talet, gett cirka 150 miljoner USD till University of California, Berkeley, för att finansiera initiativ som sträcker sig från materialvetenskap och fysik till genomik och datavetenskap.

## Utmärkelser och hedersbetygelser
- Harry H. Goode Memorial Award,  1978[6]
- W. Wallace McDowell Award,  1978
- IEEE Frederik Philips Award,  1979[7]
- National Medal of Technology and Innovation,  1989[8]
- John Fritz-medaljen,  1993[9]
- IEEE Founders Medal,  1997[10]
- Computer History Museum fellow,  1998
- Othmer Gold Medal,  2001[11]
- Bower Award and Prize for Achievement in Science,  2002[12]
- Presidentens frihetsmedalj,  2002[13]
- Perkinmedaljen,  2004[14]
- Nierenberg Prize,  2006
- IEEE Medal of Honor,  2008[15]
- National Inventors Hall of Fame,  2009[16]
- Dan David-priset,  2010[17]

[Redigera Wikidata]
Asteroiden 8013 Gordonmoore är uppkallad efter honom.